# リーゼル・ヴェステルマン
リーゼル・ヴェステルマン（Liesel Westermann-Krieg、1944年11月2日 - ）は、旧西ドイツの陸上競技選手。1968年メキシコシティーオリンピックの銀メダリストである。ニーダーザクセン州ディープホルツ郡スリンゲン出身。

## 経歴
ヴェステルマンは、1960年代を代表する女子円盤投選手である。クラブチームのTuSスリンゲン、ハノーファー96、バイエル・レバークーゼンに所属していた。1963年から1976年の間、西ドイツ選手権を10回制し、1967年には女性初となる60m越えの世界新記録（61m26）を樹立。一度は世界記録を奪われたものの、1968年のメキシコオリンピックの直前には62m54と2度目の世界新記録を樹立した。
メキシコオリンピックでは、ルーマニアのリア・マノリウに敗れたものの、57m76で銀メダルを獲得。オリンピックの翌年には2度にわたり世界記録を更新（62m70、63m96）した。
引退後のヴェステルマンはノルトライン＝ヴェストファーレン州の高校で体育と社会科教師を務めていた。1990年代になり、ゾーリンゲンに一時移った後、ニーダーザクセン州の文化省に勤務することとなり、ハノーファーに移った。また、ヴェステルマンは自由民主党の党員となり、1990年代にドイツ連邦議会選挙、ノルトライン＝ヴェストファーレン州議会選挙に立候補したがいずれも落選した。

## 主な実績
| 年   | 大会                 | 場所                     | 種目   | 結果 | 記録   |
| ---- | -------------------- | ------------------------ | ------ | ---- | ------ |
| 1966 | ヨーロッパ陸上選手権 | ブダペスト(ハンガリー)   | 円盤投 | 2位  | 57 m38 |
| 1967 | ユニバーシアード     | 東京(日本)               | 砲丸投 | 1位  | 15m30  |
| 1967 | ユニバーシアード     | 東京(日本)               | 円盤投 | 1位  | 59m22  |
| 1968 | オリンピック         | メキシコシティ(メキシコ) | 円盤投 | 2位  | 57 m76 |
| 1970 | ユニバーシアード     | トリノ(イタリア)         | 円盤投 | 3位  | 56m46  |
| 1971 | ヨーロッパ陸上選手権 | ヘルシンキ(フィンランド) | 円盤投 | 2位  | 61m88  |
| 1972 | オリンピック         | ミュンヘン(西ドイツ)     | 円盤投 | 5位  | 62m18  |
| 1974 | ヨーロッパ陸上選手権 | ローマ(イタリア)         | 円盤投 | 7位  | 57m40  |